# Episodi di Regular Show (settima stagione)
La settima stagione di Regular Show è stata trasmessa in prima visione su Cartoon Network negli Stati Uniti d'America il 26 giugno 2015, mentre in Italia ha debuttato il 15 marzo 2016.
| nº | Titolo originale               | Titolo italiano                 | Prima TV USA      | Prima TV Italia  |
| -- | ------------------------------ | ------------------------------- | ----------------- | ---------------- |
| 1  | Dumptown U.S.A.                | La città degli scaricati        | 26 giugno 2015    | 16 marzo 2016    |
| 2  | The Parkie Awards              | Il premio dei parchi            | 6 agosto 2015     | 16 marzo 2016    |
| 3  | The Lunch Club                 | Il club del pranzo              | 13 agosto 2015    | 17 marzo 2016    |
| 4  | Local News Legends             | Giornalista d'assalto           | 20 agosto 2015    | 17 marzo 2016    |
| 5  | The Dome Experiment Special    | L'esperimento della cupola      | 27 agosto 2015    | 18 marzo 2016    |
| 6  | The Dome Experiment Special    | L'esperimento della cupola      | 27 agosto 2015    | 18 marzo 2016    |
| 7  | Birthday Gift                  | Il regalo di compleanno         | 3 settembre 2015  | 21 marzo 2016    |
| 8  | Cat Videos                     | Video di gatti                  | 10 settembre 2015 | 21 marzo 2016    |
| 9  | Struck by Lightning            | Colpiti da un fulmine           | 17 settembre 2015 | 22 marzo 2016    |
| 10 | Terror Tales of the Park V     | I racconti del terrore V        | 29 ottobre 2015   | 15 marzo 2016    |
| 11 | Terror Tales of the Park V     | I racconti del terrore V        | 29 ottobre 2015   | 15 marzo 2016    |
| 12 | The Return of the Party Horse  | Il ritorno di Festavallo        | 9 novembre 2015   | 22 marzo 2016    |
| 13 | Sleep Cycle                    | Maratone notturne               | 10 novembre 2015  | 29 marzo 2016    |
| 14 | Just Friends                   | Solo amici                      | 11 novembre 2015  | 29 marzo 2016    |
| 15 | Benson's Pig                   | Il maialino di Benson           | 12 novembre 2015  | 5 aprile 2016    |
| 16 | The Eileen Plan                | Il progetto di Eileen           | 13 novembre 2015  | 5 aprile 2016    |
| 17 | Hello China                    | Ciao, Cina                      | 30 novembre 2015  | 12 aprile 2016   |
| 18 | Crazy Fake Plan                | Un finto piano folle            | 1º dicembre 2015  | 19 aprile 2016   |
| 19 | Win That Prize                 | Vinci il premio                 | 2 dicembre 2015   | 19 aprile 2016   |
| 20 | Snow Tubing                    | Ciambellafobia                  | 3 dicembre 2015   | 12 aprile 2016   |
| 21 | Chili Cook Off                 | La sfida del chili              | 5 marzo 2016      | 4 ottobre 2016   |
| 22 | Donut Factory Holiday          | Serata cinema                   | 12 marzo 2016     | 4 ottobre 2016   |
| 23 | Gymblonski                     | Gymblonski                      | 19 marzo 2016     | 5 ottobre 2016   |
| 24 | Guys Night 2                   | L'agente segreto                | 26 marzo 2016     | 5 ottobre 2016   |
| 25 | Gary's Synthesizer             | Il sintetizzatore di Gary       | 2 aprile 2016     | 6 ottobre 2016   |
| 26 | California King                | Il letto matrimoniale           | 9 aprile 2016     | 7 ottobre 2016   |
| 27 | Cube Bros                      | Fratelli al cubo                | 16 aprile 2016    | 7 ottobre 2016   |
| 28 | Maellard's Package             | Un pacco per il signor Maellard | 23 aprile 2016    | 10 ottobre 2016  |
| 29 | Rigby Goes to the Prom         | Rigby va al ballo               | 5 maggio 2016     | 6 ottobre 2016   |
| 30 | The Button                     | Il pulsante                     | 12 maggio 2016    | 11 ottobre 2016  |
| 31 | Favorite Shirt                 | La maglietta preferita          | 19 maggio 2016    | 11 ottobre 2016  |
| 32 | Marvolo the Wizard             | Viaggio nel tempo               | 26 maggio 2016    | 18 ottobre 2016  |
| 33 | Pops' Favorite Planet          | Il pianeta preferito di Pops    | 2 giugno 2016     | 18 ottobre 2016  |
| 34 | Pam I Am                       | Piacere, Pam                    | 2 giugno 2016     | 25 ottobre 2016  |
| 35 | Lame Lockdown                  | Pazzi per il rock               | 9 giugno 2016     | 25 ottobre 2016  |
| 36 | VIP Members Only               | Missione panino                 | 16 giugno 2016    | 8 novembre 2016  |
| 37 | Deez Keys                      | Percorso a ostacoli             | 23 giugno 2016    | 8 novembre 2016  |
| 38 | Rigby's Graduation Day Special | Fine dell'esperimento           | 30 giugno 2016    | 1º novembre 2016 |
| 39 | Rigby's Graduation Day Special | Fine dell'esperimento           | 30 giugno 2016    | 1º novembre 2016 |

## La città degli scaricati
Mordecai sparisce senza dire niente, Rigby scopre che è stato portato in una città in cui vivono tutte le persone che sono state lasciate (Mordecai si è lasciato recentemente con CJ). Anche Benson è stato lì. Rigby si fa portare in quel posto e incontra Mordecai che si è dimenticato chi è veramente e che trascorre le sue giornate a mangiare e a poltrire, come tutti gli altri abitanti. Rigby convince Mordecai a tornare alla normalità e al suo lavoro e lo fa rinsavire; tutti e due fuggono quindi dalla città e ritornano al parco.

## Il regalo di compleanno
È il giorno del compleanno di Mordecai e Rigby realizza il fatto che gli ha sempre fatto dei regali orribili, decide quindi di sforzarsi a trovare un buon regalo. Incontra un programmatore di videogiochi che possiede gli strumenti per poter creare una copia di un gioco ideandolo con la mente. Rigby riuscirà ad ottenere il gioco personalizzato e stupirà Mordecai.

## I racconti del terrore V
Benson compra per la serata di Halloween diverse attrazioni, tra cui Racki il realizza-desideri, per cui ha speso ben 500 dollari. Questa macchina realizza i tuoi desideri ma in maniera spaventosa. Il tutto si rivelerà però una simulazione del desiderio di Benson di realizzare un Halloween fantastico.

### Mr. Capitto
Benson sgrida come al solito Mordecai e Rigby per il loro far niente, così, dopo aver visto in TV e comprato un burattino di nome Mr. Capitto, Mordecai e Rigby vengono motiva poiti a fare il loro lavoro in un modo diverso e anche più imbarazzante. La notte dopo eppure Mr. Capitto inizia a parlare da solo, a lamentarsi di Benson perché non fa niente e a fargli scoprire, quando egli si sveglia dal sonno, di avere pure una famiglia.

### Pops mannaro
I lavoratori del parco sono stati scelti come giuria in un tribunale nella serata di Halloween. Il caso trattato è un lupo antropomorfo che avrebbe sbranato una persona. Per il lupo non c'è via di scampo, le prove contro di lui sono infatti inconfutabili. Prima che si chiuda il caso Pops e poi il lupo chiedono di andare in bagno, e non viene mandata nessuna guardia a controllare il sospettato. Dopo aver fatto finire la carta igienica di Pops il lupo mannaro lo sbrana ed anch'egli diventa un lupo mannaro. Viene poi finalmente mandata una guardia a controllare il bagno e Pops viene scambiato per il sospettato che intanto è fuggito e sta prendendo un aereo per Londra, cosa che poi lo stesso Pops fa. In quell'aereo poi ci saranno solo lupi mannari.

### L'ascensore
Batti Cinque va a Praga per rivedere Celia, che si trova però al 36º piano. L'ascensore viene giusto riparato prima che arrivi Batti Cinque, eppure esso si blocca poco prima del punto d'arrivo. Il tecnico del palazzo, collegato all'ascensore via interfono, cerca di rallegrare il fantasma con della musica macabra. L'elevatore inizierà poi a salire e scendere per tutto il palazzo. Dopo qualche minuto, Batti Cinque riesce finalmente ad arrivare da Celia, che però gli rivela che l'ascensore è guasto e il tecnico è deceduto da 40 anni. Dopo si vede uscire dall'ascensore il corpo del tecnico che si decompone. Dalla realtà Muscle Man riesce a riportare Batti Cinque nella realtà vedendolo molto spaventato.

### Dolce serata
Mordecai e Rigby vanno in giro la serata di Halloween da SuperMordecai e TV. Rigby però si scorda di colorare la parte posteriore del cartone da cui ha ricavato il televisore, dove vede una pubblicità sul peto. Per essere riconsiderati dei tipi tosti i due prendono dei dolcetti da una casa molto spaventosa. Quando però loro prendono più di un dolcetto a testa vengono portati dentro la casa da una strega. Ella le offre dei cioccolatini, che però si scoprono essere stregati, facendo infatti diventare chi li mangia un cioccolatino stesso. Mordecai viene triturato da un macchinario mentre Rigby diventa di cioccolato mentre corre contro la strega.